# Félix Boisselier
Félix Boisselier (Provenchères-sur-Meuse, 13 aprile 1787 – Roma, 1811) è stato un pittore francese.
Era detto Boisselier "Maggiore" (per distinguerlo da suo fratello minore e discepolo Antoine-Félix Boisselier), è stato un disegnatore e pittore storico.

## Biografia
Figlio di un aratore, è nato a Damphal, località di Provenchères-sur-Meuse, comune dell'Alta Marna, in seguito accorpato a quello della Val-de-Meuse. È morto prematuramente il 12 gennaio 1811 nella Città Eterna.
Allievo di Jean-Baptiste Regnault, vinse il Primo Gran Premio di Roma per la pittura storica nel 1805 con una tela raffigurante la morte di Demostene, oggi nelle collezioni del Louvre. Anche il suo dipinto sulla Morte di Adone, presentato postumo al Salon del 1812, entrò poi a far parte della collezione del Louvre.
Il Museo d'Arte e Archeologia di Senlis conserva una raccolta di 76 disegni di sua mano, la maggior parte dei quali abbozzati in Italia. Il Museo di Belle Arti di Rennes ne ospita alcuni altri. La Scuola Nazionale di Belle Arti di Parigi ha inoltre un dipinto intitolato Il ritorno del figliol prodigo. Si trovano nelle collezioni del Fogg Art Museum di Cambridge (Massachusetts) un scalpello interpretazione della sua pittura Il Pastore di Virgilio da Antoine François Gelée.
Una stele in sua memoria stata è eretta nella Chiesa di Santa Maria del Popolo, Piazza del Popolo a Roma. La lapide riporta, in lingua francese :
A LA MEMOIRE
DE FELIX BOISSELIER
Peintre pensionnaire de l'Académie Française
des Beaux Arts à Rome.
Né à Amphal Dép. de la Hte Marne,
il mourut à Rome le 12 janvier 1811
dans la trentième année de son âge.
Ses camarades que sa fin prématurée
remplit de douleur
lui élevèrent ce monument.

che si può tradurre:
"IN MEMORIA DI FELIX BOISSELIER. Pittore residente presso l'Accademia di Belle Arti di Francia a Roma. Nato in Amphal Dep. de la Hte Marne, morì a Roma il 12 gennaio 1811 nel trentesimo anno d'età. I suoi compagni, che la sua morte prematura ha riempito di dolore, gli hanno innalzato questo monumento."